# そ〜だったのかンパニー
『そ〜だったのかンパニー』は、テレビ新広島（TSS）の制作により、FNS中国地方ブロックネットで2012年4月8日から放送されている経済情報番組である。

## 概要
『クイズクロス5』から続く中国電力一社提供・FNS中国地方ブロックネット番組の一つである。ネット局の岡山放送は1局で岡山・香川両県をカバーしている関係上、四国電力送配電の供給区域である香川県でも放送されている。
中国地方に本拠を置く様々な技術やアイディアを持つ企業にスポットをあて、その会社の社風や商品の紹介や開発のエピソードを取り上げている。2005年から7年間続いたオールロケの『人気もん!』と異なり、進行役の八嶋智人と相沢礼子によるスタジオトークと取材VTRによって構成されている。
2018年3月で6年間MCを務めた相沢が卒業、同年4月から2020年3月までは八田亜矢子が2代目MCを担当、2020年4月からは曽田麻衣子が3代目を担当。2022年6月から曽田が体調不良で休養のため（降板後にうつ病であったことを公表）、枡田絵理奈（フリーアナウンサー・タレント）や西山穂乃加、木村仁美（テレビ新広島アナウンサー）などが代役で出演。2023年4月より枡田が正式なMC（4代目）に就任した。

## 出演者

### 司会
- 八嶋智人（俳優）
- 枡田絵理奈（2023年4月2日[2] - ） フリーアナウンサー 、#507から、正式MC就任前に代打出演あり。

### ナレーション
- 北又ちゅん（2023年4月2日 - ）

### 過去の出演者

#### 女性MC
- 相沢礼子（タレント）（2012年4月8日 - 2018年3月18日）＃276のタケウチ建設（広島県）の回で卒業[3][4]。
- 八田亜矢子（フリーアナウンサー）（2018年4月1日 - 2020年3月22日）＃277のキャステム（福山市）の回から＃368の株式会社ミールオンデマンド（岡山県）まで
- 曽田麻衣子（フリーアナウンサー）（2020年4月5日 - 2023年3月19日、実出演は2022年6月まで）#369「 BIG SET」（広島県）の回から#506まで

#### 曽田の代打MC
- 木村仁美（当時テレビ新広島アナウンサー。2022年6月26日など）
- 枡田絵理奈（2022年7月24日など）、2023年4月から正式MC就任
- 西山穂乃加（当時テレビ新広島アナウンサー。2022年9月11日など）

#### ナレーション
- 栗本有紀子（ - 2023年3月）

## スタッフ
- ブレーン：川口修治、高橋修平
- ナレーター：栗本有紀子
- タイトルロゴ：宮迫慎
- テーマ音楽：真殿和敏「Free bird」
- TD：大谷裕一郎、高橋靖弘
- VE：胤森将悟
- EED：須山葉子
- MA：石井浩孝、吉見美紀、講崎友蔵
- 撮影：中田充、益田翔、津田洋輔、福原浩高
- 音声：講崎友蔵、吉見美紀
- 照明：SHINOMOTO
- 美術：SCENE
- メイク：上田和子（NCM）
- CG：TSSソフトウェア
- スタイリスト：中川原寛
- 協力：アドプレックス、WORKS
- リサーチ：藤井真治
- ディレクター：豊田佳月、河内敬、徳政哲郎、桐原啓荘、浜本香
- 演出：中山賢二
- プロデューサー：八木太朗（TSSプロダクション）、矢野寛樹（テレビ新広島）
- 製作協力：TSSプロダクション
- 製作著作：TSS[注 2]

## 放送日時
| 放送対象地域   | 放送局                    | 系列           | 放送日時           | ネット状況 |
| -------------- | ------------------------- | -------------- | ------------------ | ---------- |
| 広島県         | テレビ新広島（tss）       | フジテレビ系列 | 日曜 8:25 - 8:55   | 制作局     |
| 岡山県・香川県 | 岡山放送（OHK）           | フジテレビ系列 | 日曜 8:25 - 8:55   | 同時ネット |
| 島根県・鳥取県 | さんいん中央テレビ（TSK） | フジテレビ系列 | 日曜 8:30 - 9:00   | 5分遅れ    |
| 山口県         | テレビ山口（tys）         | TBS系列        | 土曜 16:54 - 17:24 | 遅れネット |

- FNS中国地方ブロックネット番組は、FNS系列局のない山口県では永きにわたってテレビ山口で放送されており（テレビ山口は元々JNNとFNSのクロスネットだった）、前番組の『人気もん!』もテレビ山口で放送を開始するが、編成上の都合から2007年にネット局が山口放送（KRY・日本テレビ系列）に変更されていた[注 6]。このため、テレビ山口としては本番組への移行時に5年振りの「ネット復帰」となった。
- 本枠はローカルセールス枠に準じた扱い（同時・遅れネットを問わず地域により完全スポンサードネット・番組販売扱いに分かれる）[注 7]であり、2024年3月24日まで日曜 9:30 - 10:00枠の時間帯にキー局のフジテレビで放送されている『ONE PIECE』は中国各県では遅れネット[注 8][注 9]となっていた。直前の9:00 - 9:30枠のアニメは山口県を除いて同時ネットのため、終了時の『ONE PIECE』へのクロスプログラムを本番組のものに差し替えていた。2024年4月7日（岡山放送では3月31日[注 10]）より本番組との放送枠交換で『ONE PIECE』は山口県以外で同時ネットおよび連動データ放送対応となったが、完全スポンサードネット扱いは引き続きテレビ新広島のみとなっている。なお、2025年4月の改編で『ONE PIECE』が深夜枠の全国ネットに移動するが、後番組『TO BE HERO X』は引き続きテレビ新広島はスポンサードネット、岡山放送は番販扱いで継続する一方、さんいん中央テレビが同時ネットから外れ（2025年5月時点では遅れネットも行われていない）、『かまいたちの机上の空論城』（関西テレビ）[注 11]を遅れネットしている。
- 毎年7月下旬の『FNS27時間テレビ』や、FNS系列で『東京マラソン』、毎年3月第2週目の『名古屋ウィメンズマラソン』が生中継される時は休止となる[注 12]。また、番組改編期・年末年始などに単発で休止することがあり、その際には本番組の時間帯は各局別に系列内外の遅れネット番組・通販番組や自社制作の特別番組（いずれも中国電力提供ではない）[注 13]を編成して対応する。
- 2016年2月7日は、放送中に北朝鮮によるミサイル発射実験によるFNN報道特別番組で中断されたため、2月28日に改めて放送された。このため、遅れネット局のテレビ山口へは裏送りで先行ネットで放送された。
- 放送枠の移動後、テレビ新広島では「TSSライク!」や「ひろしま満点ママ!!」と同様のカスタム様式での時刻表示を実施している（天気ループは非表示）。岡山放送では自社の汎用デザインで時刻を表示し（天気ループは非表示）、さんいん中央テレビでは時刻を表示していない。